# Francesc Folguera i Grassi

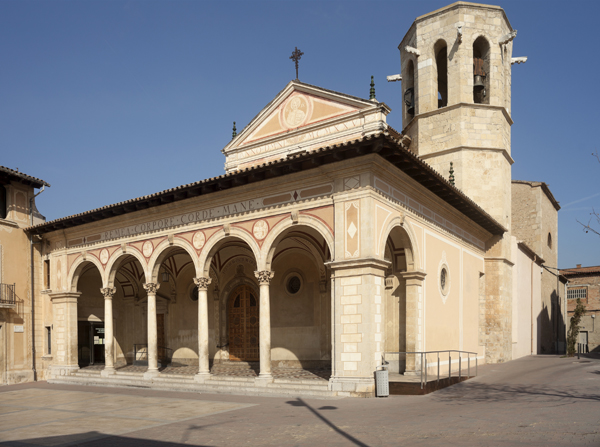
L'església de Sant Sadurní d'Anoia, reformada exteriorment el 1924 per Francesc Folguera, que renovà la façana i hi afegí el pòrtic

Francesc Folguera i Grassi (Barcelona, 23 de març de 1891 - Barcelona, 26 de juliol de 1960) fou un arquitecte català.

## Biografia
Va néixer al carrer Moles de Barcelona, fill de Llorenç Folguera i Sales, natural de Belianes, i de Mariana Grassi i Homs, natural de Barcelona.
Titulat el 1917, fou un dels principals representants de l'arquitectura noucentista catalana. Ajudant de Gaudí a les obres de la Sagrada Família, les seves primeres realitzacions foren el Circ Olímpia de Barcelona (1919-1923, avui desaparegut) i la façana de l'església parroquial de Sant Sadurní d'Anoia. Amb Ramon Reventós i l'assessorament artístic de Xavier Nogués i Miquel Utrillo construí el Poble Espanyol de Montjuïc per a l'Exposició Internacional de Barcelona de 1929. El pintoresquisme del Poble Espanyol té una continuïtat més matisada i més tenyida de noucentisme en la seva intervenció a la urbanització de S'Agaró, on va succeir Rafael Masó (mort el 1935) com a arquitecte de confiança de Josep Ensesa, el promotor. Entre les obres realitzades per Folguera a S'Agaró sobresurten la reforma i ampliació de l'Hostal de la Gavina, l'església de la Mare de Déu de l'Esperança, el camí de ronda o la loggia de Senya Blanca. Amb l'important Casal de Sant Jordi del carrer Casp de Barcelona (1928-1932) l'arquitectura de Folguera fa un gir vers las depuració formal, apropant-se de forma decidida i innovadora a un llenguatge més modern i racionalista. D'abans de la guerra és també Casa Llorà a Collsacabra (1935) i la reforma del presbiteri de Santa Maria de Cervera.
En la postguerra, restaurà diverses esglésies (Martorell, Sallent, Parets, Mollet del Vallès, Santuari de la Salut a Sabadell) i construí la nova façana i la torre de l'abat al Monestir de Montserrat (1947). Reposa al Cementiri de les Corts.
Es va casar amb Concepció Fernández Sagarra.